# Coentunnel
Die beiden Coentunnels sind eine Verkehrsverbindung zwischen Amsterdam-West und Zaanstreek. Sie führen unter dem Noordzeekanaal hindurch und verbinden die Gemeinde Amsterdam mit dem Norden der Provinz Nordholland.

## Geschichte

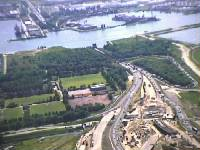
Luftfoto Coentunnel

### Erster Coentunnel
Der Tunnel bekam seinen Namen von dem in der Nähe liegenden Hafen Coenhaven, benannt nach dem niederländischen Kolonisator Jan Pieterszoon Coen (1587–1629).
1961 wurde mit dem Bau begonnen, die Kosten betrugen 45 Millionen Gulden. Die Eröffnung des 1283 Meter langen Tunnels fand am 21. Juni 1966 statt.

Die Schiffsfähre Hempont war bis in die 1960er Jahre die wichtigste Verbindung im Norden, es wurden rund 5.800 Autos täglich befördert. Heute wird die Fähre hauptsächlich für den Fahrradverkehr und zur Beförderung von gefährlichen Chemikalien, die nicht durch den Tunnel transportiert werden dürfen, verwendet. 1989 fuhren täglich 100.000 Fahrzeuge durch den Coentunnel, wodurch es immer häufiger zu Verkehrsproblemen kam.

### Zweiter Coentunnel
Da der erste Coentunnel für den immer mehr anwachsenden Autoverkehr nicht mehr ausreichte, wurde im Frühjahr 2009 mit dem Bau des zweiten Tunnels begonnen. Die geschätzten Baukosten wurden mit 2,1 Milliarden Euro veranschlagt.

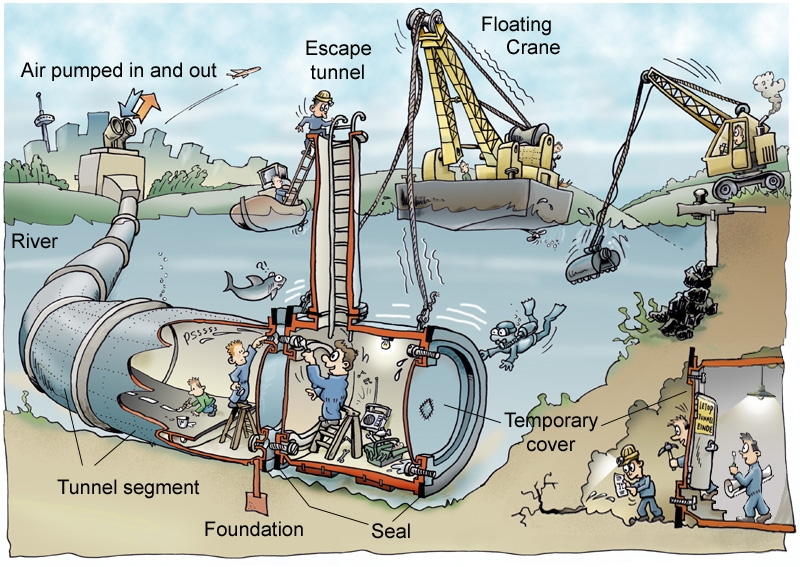
Cartoon

2012 sollte der zweite Tunnel für den Verkehr fertiggestellt sein. Er wurde neben dem ersten Coentunnel angelegt und entstand zusammen mit einer neuen Autobahn, De Westrandweg, einer Verlängerung der Autobahn Rijksweg 5. Die tatsächliche Inbetriebnahme war am 13. Mai 2013.

## Weiterführende Literatur
- Henk ten Berge: Spiegel van de lage landen. Uitgeverij Conserve, Schoorl 2005. ISBN 978-90-5429-197-8
- K. Stiksma: Tunnels in the Netherlands, underground transport connections. Herausgegeben von Rijkswaterstaat, Den Haag 1987